# Деревня имени Мулланура Вахитова (Верхнеуслонский район)
Деревня имени Мулланура Вахитова — деревня в Верхнеуслонском районе Татарстана. Административный центр Вахитовского сельского поселения.

## География
Находится в западной части Татарстана на расстоянии приблизительно 17 км на юго-юго-запад от районного центра села Верхний Услон.

## История
Основана в 1919—1920 годах переселенцами из деревни Татарское Маматкозино. В советское время работали колхозы «Трактор», им. Тукая, «Волга», совхозы имени XXIII партсъезда и «Ташёвский», позднее СПК «Идель» и СПК «Вахитово».

## Население
Постоянных жителей было в 1926 году — 157, в 1938—258, в 1949—279, в 1958—227, в 1970—208, в 1979—216, в 1989—183. Постоянное население составляло 230 человек (татары 97 %) в 2002 году, 203 — в 2010.